# Pseudoheriades moricei
Pseudoheriades moricei là một loài Hymenoptera trong họ Megachilidae. Loài này được Friese mô tả khoa học năm 1897.